# Sandoméri
Sandoméri, en grec moderne : Σαντομέρι, est un village du dème d'Achaïe-Occidentale, district régional d'Achaïe, en Grèce-Occidentale.
Selon le recensement de 2011, la population du village compte 164 habitants.

## Toponymie
Son nom viendrait de la présence des Saint-Omer, maison féodale française active dans la région au Moyen Âge.